# Echinochloa helodes
Echinochloa helodes är en gräsart som först beskrevs av Eduard Hackel, och fick sitt nu gällande namn av Parodi. Echinochloa helodes ingår i släktet hönshirser, och familjen gräs. Inga underarter finns listade i Catalogue of Life.